# Морава 76
Морава '76 је југословенска телевизијска серија, снимљена 1977. године у копродукцији Телевизије Београд са Радио-телевизијом Љубљана, у режији Димитрија Османлија.
Средином 1977. године емитовано је 6 епизода, у трајању од по 60 минута.
Сценариста серије је био Милисав Савић, музику је компоновао Зоран Христић, камерман је био Бранко Михајловски, монтажу су урадиле Бранка Чеперац и Бојана Субота, сценографију је урадио Светислав Пешић, а за костиме је била задужена Љиљана Радоњић.